# Duitse mark
De Duitse mark (Duits: Deutsche Mark), (DM, DEM) was de officiële geldeenheid van de Bondsrepubliek Duitsland van 1948 tot de introductie van de euro in 2002. Munten en bankbiljetten werden in 2002 uit de circulatie gehaald. Eén euro werd gelijkgesteld aan 1,95583 DM. De mark was onderverdeeld in 100 Pfennig.
In de gesproken taal had men het over de mark of, om nauwkeuriger te zijn, over de D-mark. De uitdrukking Deutschmark gebruikte men alleen in het Engels.

## Geschiedenis
Enkele jaren na de vereniging van Duitsland in 1871 ontstond een gezamenlijke geldeenheid, de mark van 1876. Tot 1914 stond de mark, net als de frank of het pond, voor een gewichtseenheid in goud (goudstandaard). Een mark vertegenwoordigde 1/2790 kg fijn goud. Door de Eerste Wereldoorlog en latere ontwikkelingen kwam een hyperinflatie tot stand, en men maakte er een verschil tussen de nog steeds waardevolle Goldmark (als rekeneenheid) en de steeds waardelozer wordende Papiermark. In 1923 werd de oude mark vervangen door de Rentenmark en een jaar later door de Reichsmark (rijksmark)
Na de Tweede Wereldoorlog werd in 1948 de Deutsche Mark de officiële geldeenheid van de westelijke bezettingszones en later van de Bondsrepubliek en van West-Berlijn. In de DDR werd het de Deutsche Mark der Deutschen Notenbank en later Mark der DDR (of onofficieel, maar veel gebruikt: Ostmark).

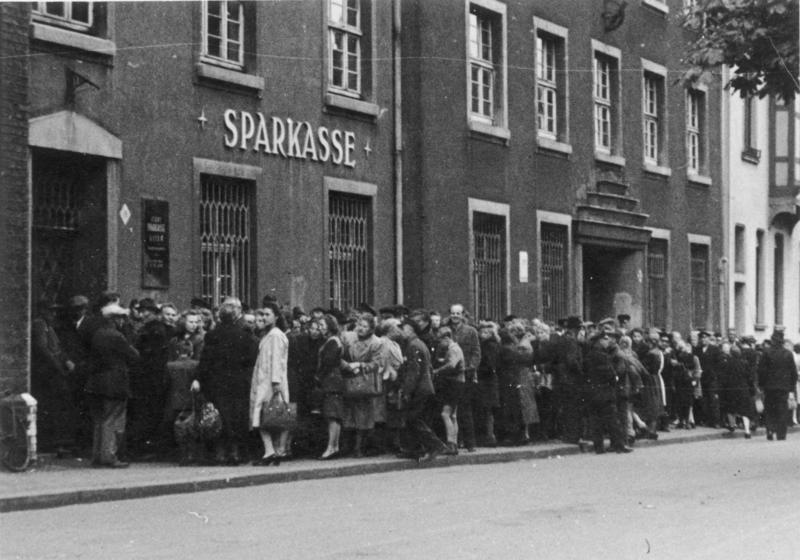
Essen 1948: Mensen staan in de rij voor de nieuwe munt.

Tot 1948 was de bijna waardeloze rijksmark de gemeenschappelijke valuta in zowel de Westelijke zones als ook in de Sovjetzone van Duitsland. In juni 1948 introduceerden de Westerse geallieerden de Deutsche Mark omdat met de Sovjets niet samen te werken viel. Een nieuwe munt was nodig om een einde aan de zwarte markt te maken. De Sovjets namen de introductie van de Westelijke mark als excuus om de toegangswegen naar West-Berlijn te blokkeren (Blokkade van Berlijn) en een eigen mark in de Sovjet-bezettingszone te introduceren: de Oost-Duitse mark.
Als munt van het herbouwde en economisch sterke Duitsland verwierf de mark grote betekenis ook voor andere landen van Europa. Bijvoorbeeld De Nederlandsche Bank nam in de laatste jaren van de mark de Duitse monetaire regelingen over, om koersverschillen tussen mark en gulden minimaal te houden, ten bate van de economische samenwerking. Als voorbereiding op de Duitse hereniging van 3 oktober 1990 werd op 1 juli van dat jaar de Duitse mark als wettig betaalmiddel in de DDR ingevoerd.

## Gebruik buiten Duitsland

### Montenegro
Als reactie op hyperinflatie en prijsstijgingen in Servië voerde Montenegro op 2 november 1999, in samenwerking met de Duitse Bundesbank, de Duitse mark in.
Behalve economische redenen speelde ook de wil zich (politiek en economisch) te distantiëren van Belgrado. Belgrado’s reactie op de invoering van de Duitse mark was  niet al te positief. Ze werd bestempeld als een vorm van afscheiding uit de federatie en “illegaal” verklaard.
De Duitse mark circuleerde aanvankelijk naast de door Servië uitgegeven Joegoslavische dinar. De Duitse mark bleek aanzienlijk meer vertrouwen van de bevolking te genieten, wat er toe leidde dat binnen enkele maanden de dinar bijna geheel uit de circulatie werd verdreven.
In november 2000 liet de regering de dinar helemaal vallen, waardoor de mark de enige munteenheid werd. In principe was dit slechts een wettelijke vastlegging van de status quo. “De dinar werd niet verdreven door een regeringsbesluit. Het was het resultaat van een confrontatie tussen een van de stabielste munteenheden ter wereld en een heel zwakke”, aldus toenmalig minister van Financiën Miroslav Ivanišević.
Men was aanvankelijk van plan om op termijn een eigen Montenegrijnse munteenheid in te voeren. Deze zou gekoppeld zijn aan de Duitse mark, op eenzelfde wijze als in Bosnië en Herzegovina gedaan was. De Duitse mark zou ernaast blijven circuleren. Hier is niets van terechtgekomen.
In 2002 verving Montenegro net als Duitsland de mark door de euro. Het was een zet die de ECB om economische redenen afraadde. Gezien Montenegro’s plannen om toe te treden tot de EU, ziet het ernaar uit dat de euro zal blijven.

### Kosovo
Kosovo was een ‘autonome regio’ binnen Joegoslavië, maar probeerde zich gewapenderhand af te scheiden. In 1999 greep de NAVO in, en Kosovo kwam onder VN-bestuur te staan. In deze situatie was het noodzakelijk de banden tussen Kosovo en Joegoslavië te versoepelen en de economie weer op kracht te krijgen. Met deze doelen voor ogen voerde het VN-bestuur in september 1999 de Duitse mark als enige munteenheid in. In 2002 werd deze met steun van de EU vervangen door de euro.

## Munten

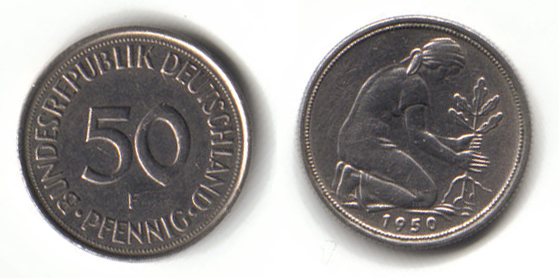
De munt van 50 Pfennig: Een vrouw, de vrouw van de kunstenaar, plant een eikenboom. Dit werd gekozen als symbool van de heropbouw van Duitsland na de oorlog.

De munten van de DM hadden de waarden 0,01; 0,02; 0,05; 0,10; 0,50; 1,00; 2,00 en 5,00 DM (er was geen munt van 0,20 DM en oorspronkelijk ook geen munt van 2,00 DM). De munten van 0,01 DM en 0,02 DM zijn koperkleurig, 0,05 DM en 0,10 DM bronskleurig en de rest zilverkleurig. Op de munten met de waarde tot en met 0,10 DM staat een eikenblad, op de munt van 0,50 DM een vrouw die een eikel plant en de Bundesadler (Duitse adelaar) staat op de munten van 1,00 DM en 5,00 DM.
De munten van 2,00 DM kregen vanaf 1969 de gezichten van verschillende Duitse politici: de liberaal Theodor Heuss en de christendemocraat Konrad Adenauer waren de eerste president respectievelijk regeringsleider van de Bondsrepubliek. In 1979 kreeg de eerste naoorlogse SPD-leider Kurt Schumacher een eigen munt van 2 DM, in 1988 gevolgd door een munt voor Ludwig Erhard (CDU, minister van economische zaken en regeringsleider) ter herinnering aan de geldhervorming van 1948. In 1990 kreeg de partij CSU met Franz Josef Strauß ook haar vertegenwoordiger. De laatste op een reguliere munt herdachte politicus was de in 1992 overleden voormalige SPD-regeringsleider Willy Brandt, die in 1994 een 2 DM munt kreeg.
Er zijn ook veel herdenkingsmunten van 5 DM en 10 DM, maar deze zijn, hoewel ze een wettig betaalmiddel waren, bijna alleen te vinden bij verzamelaars.

## Bankbiljetten
Er waren drie series bankbiljetten:
- Eén uitgegeven in 1948 door de Bank deutscher Länder, een instituut van het bestuur van de westerse bezetters. Het ontwerp was vergelijkbaar met de Amerikaanse dollar.
- Eén uitgegeven in 1960 door de Bundesbank. Op deze biljetten stonden neutrale symbolen en beroemde schilderijen en gebouwen. De biljetten hadden een waarde van DM 5, 10, 20, 50, 100, 500 en 1000.
- Eén uitgegeven in 1989 en later door de Bundesbank om de vooruitgang in de technologie van valsemunters tegen te gaan. Een biljet van 200 DM werd toegevoegd. Op deze biljetten stonden Duitse artiesten en wetenschappers samen met symbolen en werktuigen en hun beroep om ze bekender te maken. Bettina von Arnim bijvoorbeeld, een schrijfster uit de romantiek en zus van bekendere von Arnims, was te zien op het biljet van 5 DM, met de Brandenburger Tor op de achterkant omdat ze in Berlijn leefde.

In de laatste twee series waren de biljetten van 5 DM en meer dan 100 DM nauwelijks in omloop.
| Voorkant | Waarde    | Afmeeting   | Kleur           | Portret/Voorkant            | Achterkant                              |
| -------- | --------- | ----------- | --------------- | --------------------------- | --------------------------------------- |
|          | 5 mark    | 122 x 62 mm | Geelgroen       | Bettina von Arnim           | Brandenburger Tor                       |
|          | 10 mark   | 130 x 65 mm | Blauw en violet | Carl Friedrich Gauss        | Sextant                                 |
|          | 20 mark   | 138 x 68 mm | Groen           | Annette von Droste-Hülshoff | Een ganzenveer en een beukeboom         |
|          | 50 mark   | 146 x 71 mm | Geelbruin       | Balthasar Neumann           | Gedeelte van de Residentie van Würzburg |
|          | 100 mark  | 154 x 74 mm | Donkerblauw     | Clara Schumann              | Vleugel                                 |
|          | 200 mark  | 162 x 77 mm | Oranje          | Paul Ehrlich                | Microscoop                              |
|          | 500 mark  | 170 x 80 mm | Roze            | Maria Sibylla Merian        | Taraxacum, spanners, vlinder            |
|          | 1000 mark | 178 x 83 mm | Donkerbruin     | Wilhelm en Jacob Grimm      | Het 'Duitse woordenboek'                |